# Pascal Wehrlein

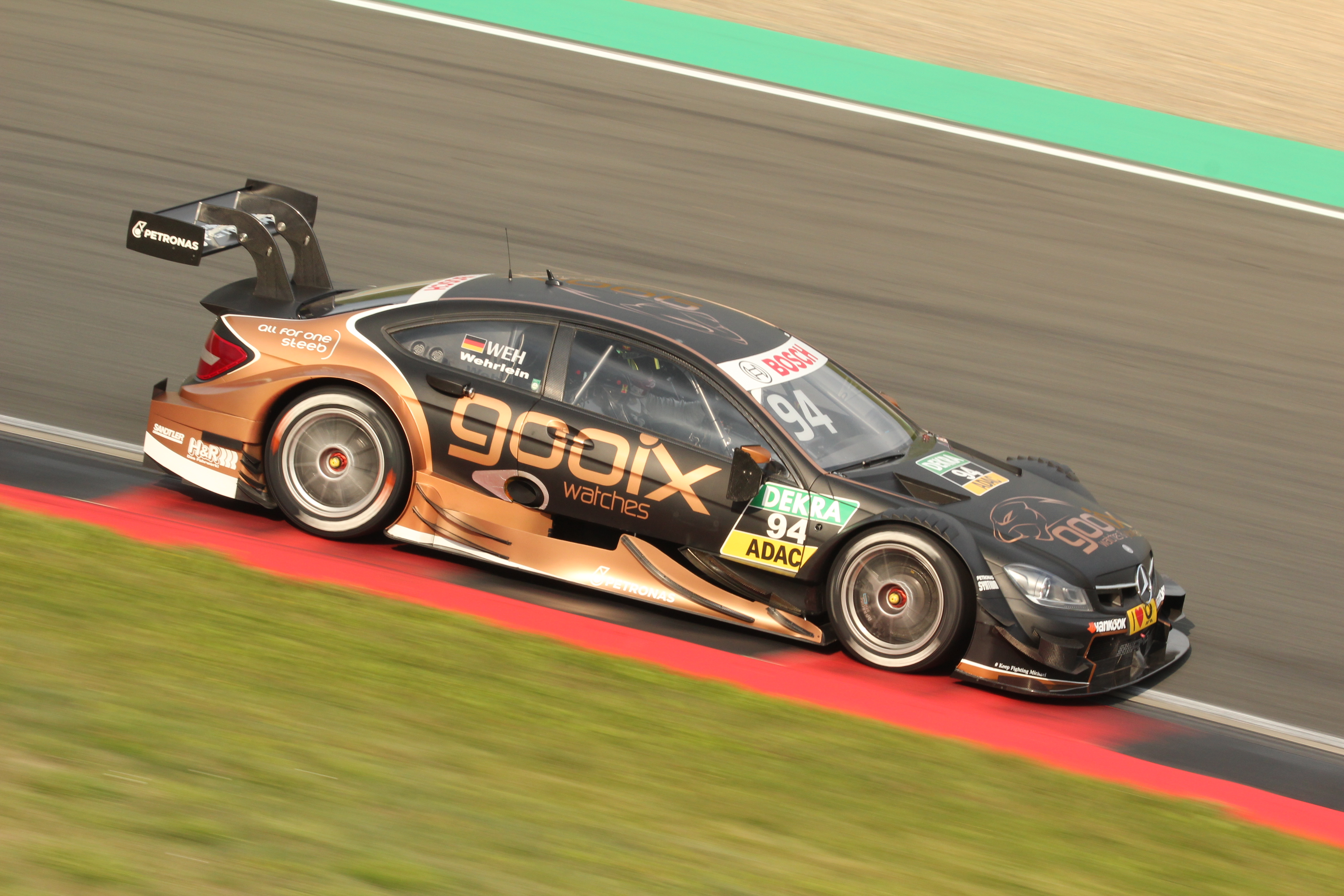
Pascal Wehrlein a la cursa de Oschersleben del 2015.

Pascal Wehrlein (Sigmaringen, 18 d'octubre de 1994) és un pilot d'automobilisme de velocitat alemany que ha arribat a la Fórmula 1.
Wehrlein va començar al karting l'any 2003, i va començar a competir a les categories de monoplaces promocionals l'any 2010 amb l'ADAC Fórmula Masters, on es va consagrar campió el 2011. L'any 2012 va competir a la Fórmula 3 Euroseries on va resultar segon amb un triomf i deu podis.
L'any 2013, Wehrlein va debutar en el Deutsche Tourenwagen Masters amb un Mercedes-Benz Classe C de l'equip Mücke. Va puntuar en tres carreres i va acabar en el lloc 22 del campionat de pilots. A la temporada 2014, Wehrlein va passar de l'equip Mucke al HWA, amb qui va aconseguir la seva primera victòria a Lausitzring, convertint-se en el pilot més jove a guanyar en aquesta categoria, i quatre top 10 addicionals per acabar vuitè a la classificació final.
Wehrlein ha estat molt competitiu en 2015, on va aconseguir dos triomfs: a Norisring i Moscou, dos segons llocs, un tercer, i 10 top 5, consagrant-se campió del DTM, sent el més jove de la història de la categoria amb 21 anys.
Al setembre del 2014, Wehrlein va ser confirmat com a pilot de proves de l'equip Mercedes de la Fórmula 1. Va prendre part de les proves de pretemporada a Barcelona, pilotant per Force Índia i Mercedes.
El 10 de febrer de 2016 el pilot va confirmar que el 2016 competiria a la Fórmula 1 amb l'equip Manor Racing.

## Resultats complets a la Fórmula 1
(Carreres en negreta indiquen pole position) (Carreres en cursiva indiquen volta ràpida)
| 2016 | Manor-Mercedes | AUS | BAH | CHN | RUS | Esp | MON | CA | EUR | AUT | GBR | HUN | ALE | BEL | ITA | SENSE | MAL | JPN | USA | MEX | BRA | ABU |